# Mircea Malița
Mircea Malița, né le 20 février 1927 à Oradea mort le 21 mai 2018 à Bucarest), est un mathématicien, diplomate et philosophe des sciences roumain.
Il est membre de l’Académie roumaine et membre honoraire du Club de Rome.